# Harpers Ferry (Virginia Occidental)
Harpers Ferry es un pueblo ubicado en el condado de Jefferson en el estado estadounidense de Virginia Occidental. En el Censo de 2010 tenía una población de 286 habitantes y una densidad poblacional de 181,02 personas por km².

## Geografía
Harpers Ferry se encuentra ubicado en las coordenadas 39°19′31″N 77°44′30″O / 39.32528, -77.74167. Según la Oficina del Censo de los Estados Unidos, Harpers Ferry tiene una superficie total de 1.58 km², de la cual 1.38 km² corresponden a tierra firme y (12.79%) 0.2 km² es agua.

## Historia
En 1733, Peter Stephens se estableció en el lugar cerca de "The Point" (área donde se unen los ríos Potomac y Shenandoah), y creó un ferry desde Virginia (ahora Virginia occidental) hasta Maryland a través del Potomac. Catorce años después (1747), mientras viajaba de Maryland a Virginia, Robert Harper pasó por el área que se llamaba "The Hole" (la brecha entre montañas en el curso del río Potomac) y reconoció el potencial industrial del sitio a causa de la potencia hidráulica que podían generar los dos ríos y el tráfico que se podía transportar a través del río Potomac. Harper pagó a Stephens 30 guineas por los derechos de residencia de Stephens, ya que la tierra en realidad pertenecía a Lord Fairfax.
En abril de 1751 Harper compró 126 acres de tierra a Lord Fairfax y en 1761, la Asamblea General de Virginia le otorgó a Harper derecho para establecer y mantener un ferry a través del río Potomac (a pesar de que un ferry había funcionado con éxito en el área antes y después de que Harper se estableciera allí). En 1763, la Asamblea General de Virginia fundó la ciudad de Shenandoah Falls en Mr. Harpers Ferry.
El 25 de octubre de 1783, Thomas Jefferson, en el camino hacia Filadelfia, visitó Harpers Ferry con su hija Patsy y contempló el paso del Potomac a través del Blue Ridge desde una roca que hoy en día lleva su nombre. Jefferson escribió en sus Notas sobre el Estado de Virginia que el lugar era "quizá una de las escenas más estupendas de la naturaleza" y declaró que "esta escena merece un viaje a través del Atlántico".
George Washington, como presidente de la Patowmack Company (formada para completar las mejoras del río en Potomac y sus afluentes), viajó a Harpers Ferry durante el verano de 1785 para determinar si eran necesarios canales de derivación. En 1794, la familiaridad de Washington con el área lo llevó a proponer el lugar para establecer un nuevo arsenal del ejército de los Estados Unidos. Incluso parte de la familia de Washington se mudó a la zona: su tataranieto, el coronel Lewis Washington (1812-1871), que fue retenido como rehén durante el asalto del abolicionista John Brown (1859), y el hermano pequeño de George, Charles Washington (1738-1799), que fundó la cercana ciudad de Charles Town en el condado de Jefferson.
Con ese propósito, el gobierno federal compró en 1796 125 acres de tierra propiedad de los herederos de Robert Harper y en 1799 comenzó la construcción de la Armería y del Arsenal de los Estados Unidos en Harpers Ferry. Fue uno de los dos que había entonces en los EE. UU. (el otro estaba en Springfield (Massachusetts). Entre ambos produjeron la mayoría de las armas pequeñas que necesitaba el ejército de los Estados Unidos: la ciudad se transformó en un centro industrial. Entre 1801 y 1861, cuando fue destruido para evitar su captura durante la Guerra de Secesión, el arsenal produjo más de 600.000 mosquetes, rifles y pistolas.
La industrialización continuó en 1833 cuando el Canal Chesapeake-Ohio llegó a Harpers Ferry y lo unió así con Washington D. C. Un año después, el ferrocarril de Baltimore y Ohio comenzó a operar a través de la ciudad. 
El 16 de octubre de 1859, el abolicionista John Brown dirigió a un grupo de 21 hombres en un famoso asalto al arsenal creando uno de los incidentes que sirvieron de prólogo a la Guerra de Secesión. Cinco de ellos eran afroamericanos (tres libres, un esclavo liberado y un esclavo fugitivo). En esta época ayudar a los esclavos fugitivos era ilegal a causa de la Ley de esclavos fugitivos de 1850. Brown atacó y capturó varios edificios con la esperanza de asegurar el dominio del depósito de armas y la intención de armar a los esclavos para comenzar una revuelta antiesclavista en el sur. Brown había traído también 1000 lanzas de acero forjadas en Connecticut por un herrero y simpatizante de los abolicionistas, Charles Blair; pero Brown no logró reunir a los esclavos para iniciar la sublevación y poco después fue capturado, juzgado y ejecutado.

## Demografía
Según el censo de 2010, había 286 personas residiendo en Harpers Ferry. La densidad de población era de 181,02 hab./km². De los 286 habitantes, Harpers Ferry estaba compuesto por el 93.71% blancos, el 4.2% eran afroamericanos, el 0.7% eran amerindios, el 0% eran asiáticos, el 0% eran isleños del Pacífico, el 0.35% eran de otras razas y el 1.05% pertenecían a dos o más razas. Del total de la población el 1.05% eran hispanos o latinos de cualquier raza.